# El Paso
För andra betydelser, se El Paso (olika betydelser).
El Paso (/ɛl ˈpæsoʊ/; Spanska för "passagen") är en stad i USA. Staden är huvudort i El Paso County i den sydvästra delen av Texas. Enligt United States Census Bureaus undersökning från 2020 har staden en befolkning på 678 815, vilket gör staden till den 23:e största i USA, sjätte största i Texas och näst störst i sydvästra USA, efter Phoenix, Arizona. Staden är även den näst största i USA med en latinamerikansk majoritetsbefolkning, då 81% av invånarna har latinamerikanskt påbrå.
Staden ligger vid Rio Grande-floden och gränsen mellan Mexiko och USA, mitt emot mexikanska Ciudad Juárez, vilket är, med sina 1,5 miljoner invånare, den mest folkrika staden i den mexikanska delstaten Chihuahua. Las Cruces-området, i intilliggande New Mexico, har en befolkning på 219 561. El Pasos storstadsområde utgör en del av El Paso-Las Cruces kombinerade statistiska område, med en befolkning på 1 088 420. Dessa tre städer formar ett kombinerat internationellt storstadsområde som ofta kallas för Paso del Norte eller Borderplex.
Staden har en stark militär och statlig närvaro. William Beaumont Army Medical Center, Biggs Army Airfield och Fort Bliss ligger i området. Fort Bliss är en av de största militärbaserna som tillhör USA:s armé och det näst största militära träningsområdet i USA efter närliggande White Sands Missile Range. Basens huvudkontor ligger i El Paso, men många av träningsområdena ligger i New Mexico. Även fältavdelning 7 av Drug Enforcement Administration, El Paso Intelligence Center, Joint Task Force North, United States Border Patrol och U.S. Border Patrol Special Operations Group finns belägna i staden.
El Paso är en femfaldig vinnare av All-America City Award, med vinster 1969, 2010, 2018, 2020 och 2021. Congressional Quarterly rankade staden som en av de topp 3 säkraste städerna i USA mellan 1997 och 2014, på förstaplats mellan 2011 och 2014.

## Historia

### Tidiga år
Människor har bott i El Paso regionen i tusentals år, vilket kan bevisas genom spjuthuvud från gamla jägar- och samlarsamhällen som har funnits i Hueco Tanks. Dessa spjuthuvuden tyder på 10 000 till 12 000 år av mänsklig boning. Det tidigaste kända jordbruket i regionen var majsodlingar. När spanjorerna anlände bodde Manso folket, Suma folket och Jumano folket i området. Dessa stamkulturer inkorporerades så småningom i mestiskulturen, tillsammans med immigranter från centrala Mexiko, fångar från Comancheria och genízaros från diverse folkgrupper. Även mescaleroapacher rapporteras ha närvarat i området.
Chamuscado och Rodríguez-expeditionen vandrade genom det som idag är El Paso, Texas, då de följde Rio Grande-floden norrut genom dagens New Mexico. Expeditionen leddes av Francisco Sánchez, mer känd som "El Chamuscado", och Fray Agustín Rodríguez, de två första spanjorerna att vandra längs med Rio Grande-floden och besökt Puebloindianerna sedan Francisco Vásquez de Coronado, 40 år tidigare. Spanska utforskaren Don Juan de Oñate, som föddes 1550 i Zacatecas, Nya Spanien, och var den första kända utforskaren från Nya Spanien som slog läger vid Rio Grande-floden, nära El Paso, då han deltog i thanksgivingmässan där på 30 april 1598. Fyra överlevare av Narváez-expeditionen, Álvar Núñez Cabeza de Vaca, Alonso del Castillo Maldonado, Andrés Dorantes de Carranza, och hans förslavade mor Estevanico, tros ha korsat Rio Grande-floden in i dagens Mexiko cirka 120 km söder om El Paso år 1535. El Paso del Norte, dagens Ciudad Juárez, grundades på den södra flodbanken av Rio Grande-floden år 1659 av Fray Garcia de San Francisco. År 1680 blev El Paso, som då endast var en liten by, det tillfälliga sätet för den spanska styrningen av New Mexico på grund av Pueblo-revolten. 1692 flyttades huvudstaden tillbaka till Santa Fe, då New Mexico återerövrades av spanjorerna.
Texasrevolutionen 1836 kändes inte av i El Paso regionen eftersom den amerikanska befolkningen var så pass liten, endast cirka 10%. Trots detta tilldelades regionen till utbrytarstaten som en del av fredsavtalet. Republiken Texas gjorde flera försök med att främja sin makt över området, men byarna som utgjorde det som idag är El Paso och de närliggande områdena förblev i huvudsak självstyrande samhällen. Både mexikanska och texanska representanter försökte ta större kontroll över området tills Texas slutligen tog definitiv kontroll över regionen 1846. Amerikaner fortsatte dock att bosätta sig i området under denna interregnum, 1836–1848. Så tidigt som mitten av 1840-talet hade anglo-amerikanska nybyggare såsom Simeon Hart och Hugh Stephenson grundat framgångsrika samhällen intill långt kvarvarande spanska samhällen, såsom Rancho de Juan María Ponce de León, av amerikaner med trohet till Republiken Texas. Stephenson, som hade gift in sig i den lokala spanska aristokratin, etablerade Rancho de San José de la Concordia, vilket blev kärnan av anglo-amerikanska och spanska bosättningar inom stadsgränserna av dagens El Paso. Freden i Guadalupe Hidalgo cementerade USA:s makt över bosättningar på norra sidan av floden Rio Grande, men placerade Old El Paso del Norte och andra bosättningar söder om floden på den mexikanska sidan. Nutidens Texas–New Mexico gräns, som placerar El Paso på Texassidan, ritades i 1850 års kompromiss.
El Paso County etablerades i mars 1850 och San Elizario valdes som dess säte. USA:s senat fixerade gränsen mellan New Mexico och Texas längs med den 32 breddgraden, och valde därmed att ignorera områdets historia och topografi. En militärpost, kallad "Post opposite El Paso" (menat mitt emot El Paso del Norte, på andra sidan Rio Grande), etablerades på Coons' Rancho, vid sidan av bebyggelsen Franklin som senare blev stadskärnan av framtida El Paso. 1852 byggdes ett postkontor i bebyggelsen. 1859 bildades El Paso-kompaniet som köpte marken i Franklin och Coons' Rancho. De anställde Anson Mills för att granska marken och därefter skapa en planritning för staden, och skapade därmed den nya och kvarvarande gatuplanen för El Paso.
1859 reste Albert D. Richardson genom El Paso med hästvagn under hans resa till Kalifornien. Han beskrev staden i sin bok Beyond the Mississippi, publicerad 1867, som följande:
| ”                       | Den Texanska staden El Paso hade fyrahundra invånare, huvudsakligen mexikaner. Dess affärsmän var amerikaner, men spanska var det rådande språket. Alla [stadens] egenskaper var mexikanska: låga, platta adobe-byggnader, skuggande poppelträd under vilket dunkla, rökande kvinnor och svartmuskiga barn sålde frukt, grönsaker och bröd; sedvanliga hasardspel, från pojkarnas spel att kasta quartillas (tre cent-mynt) till de stora salongerna där väldiga högar av silverdollar spelades om i monte. I denna lilla by bytte hundratusentals dollar ofta händer under en enstaka natt genom de kraftfulla monte och poker-byråerna. Det fanns endast två eller tre amerikanska damer, de flesta vita hade mexikanska älskarinnor. Allt gods togs till staden med hästvagnar från Mexikanska golfen, sålt till ett förskottspris tre till fyra hundra procent högre än östkustpriserna. Från kullar med överblick över staden tar ögonen in en charmig bild – en långtgående dal, berikad med fruktodlingar, vingårdar och majsfält, genom vilket floden slingrade sig på en glänsande bana. Tvärs över den synas de platta taken och katedralspirorna av gamla mexikanska El Paso; ännu längre, disiga bergstoppar som smälter in i den blå himlen. | „ |
| – Albert D. Richardson, | |   |

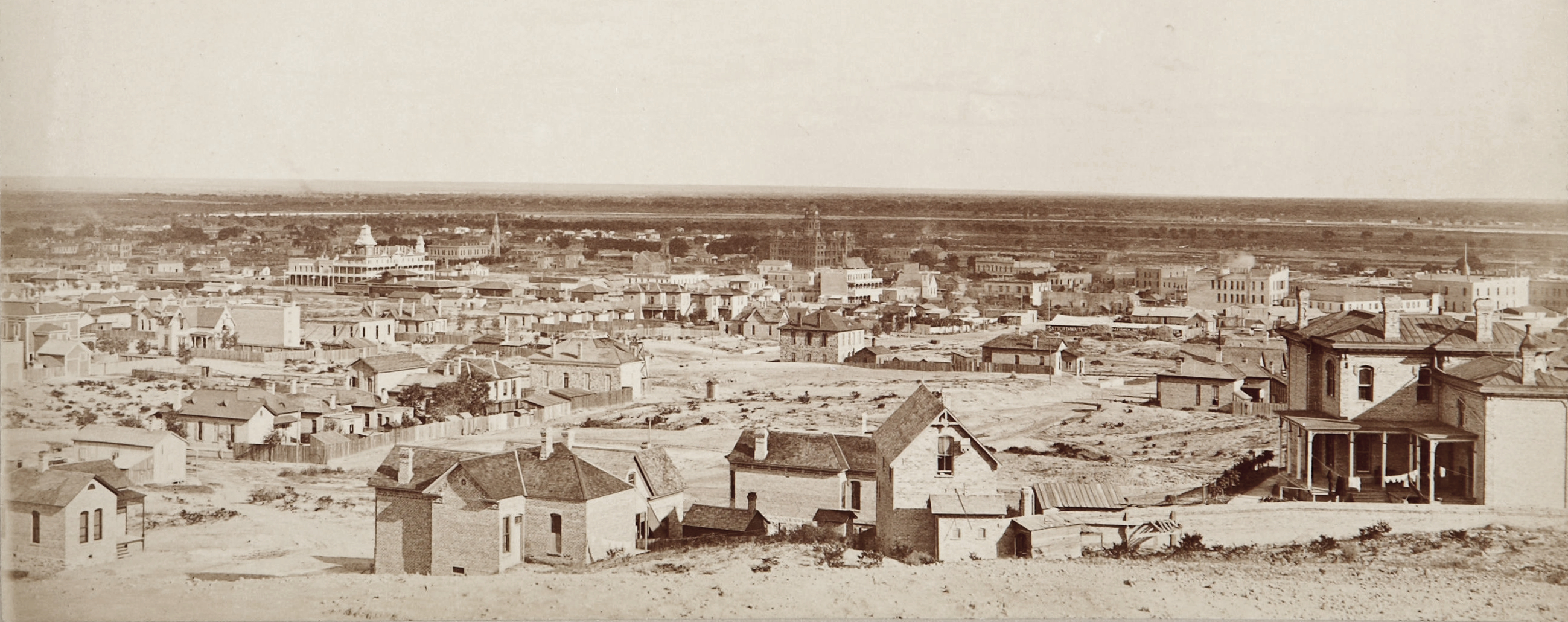
El Paso, ca 1880

Under amerikanska inbördeskriget var soldater från Amerikas konfedererade stater i området tills det erövrades av Unionens Kalifornien-kolonn i augusti 1862. Staden var sedan bas för Kaliforniens 5:e infanteriregimente, från augusti 1863 till december 1864.

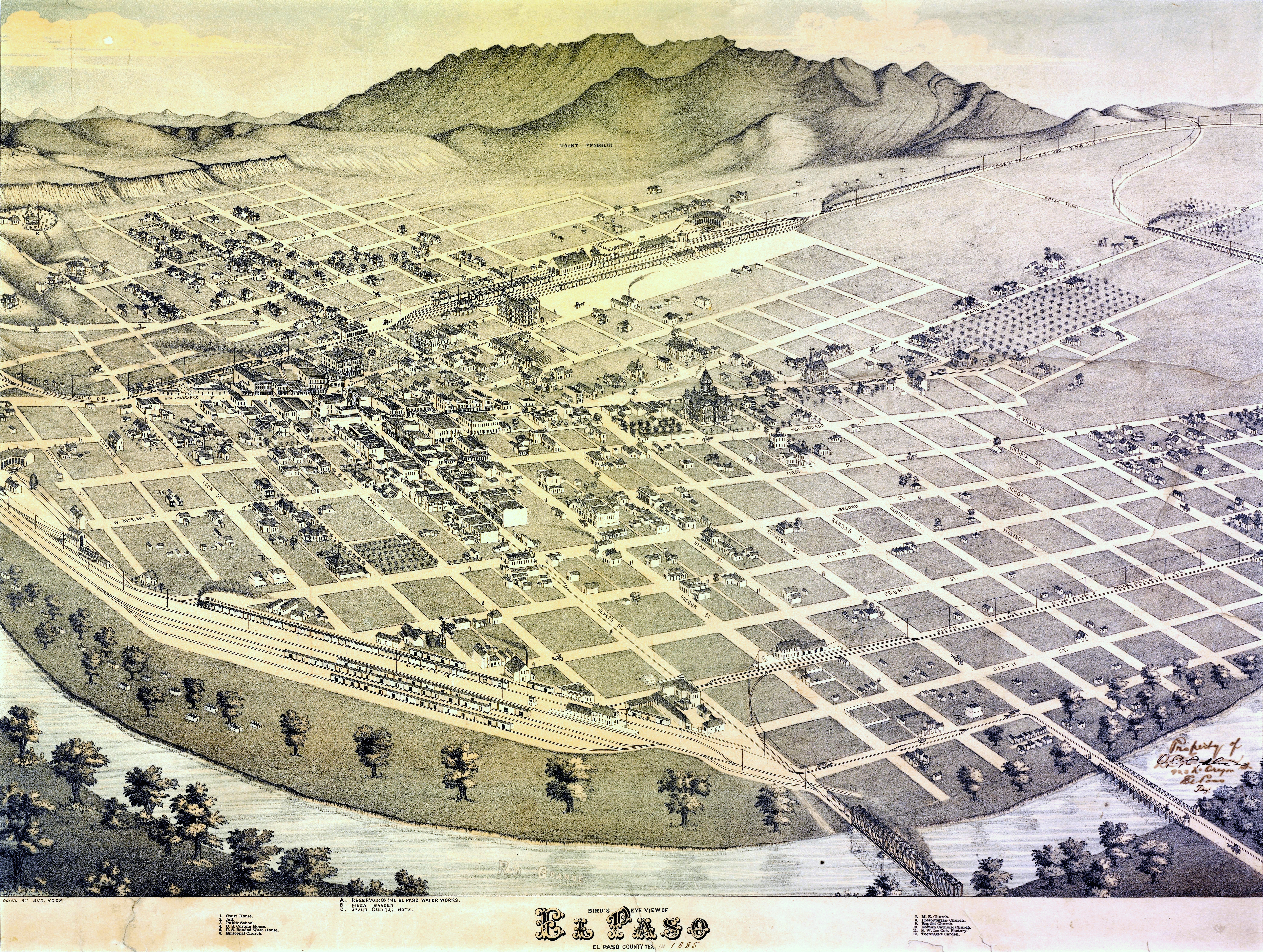
Karta över staden 1886

Efter inbördeskrigets slut började stadens befolkning växa, då texaner fortsatt flyttade ut till byarna, och blev snart majoritetsbefolkningen. Självaste El Paso, som inkorporerades 1873, omfattade det område av små bebyggelser som hade dykt upp längs med Rio Grande-floden. Under 1870-talet rapporterades befolkningen ligga på 23 icke-latinamerikanska vita och 150 latinamerikanska medborgare. Med ankomsten av järnvägsbolagen Southern Pacific, Texas and Pacific och Atchison, Topeka and Santa Fe Railway år 1881 exploderade befolkningen, med 10 000 invånare 1890, många av dessa anglo-amerikaner, nya europeiska immigranter, gamla latinamerikanska nybyggare och immigranter från Mexiko. Stadens läge parat med ankomsten av dessa yngre vildare immigranter ledde till att staden blev en våldsam och vild "boomtown", känd som "Six-shooter Capital" på grund av dess laglöshet. Prostitution och spelande blomstrade i staden ända fram tills första världskriget, då USA:s armédepartement tvingade El Pasos myndigheter att åtgärda stadens osedligheter (vilket därmed ledde till att denna industri blomstrade i Mexikanska Ciudad Juárez, tvärs över floden). Med förbudet av osedligheter i staden, och med tanke på stadens geografiska position, fortsatte staden att växa, nu som sydvästens främsta fabriks-, transport- och detaljhandelcentrum.

### 1900–nutid

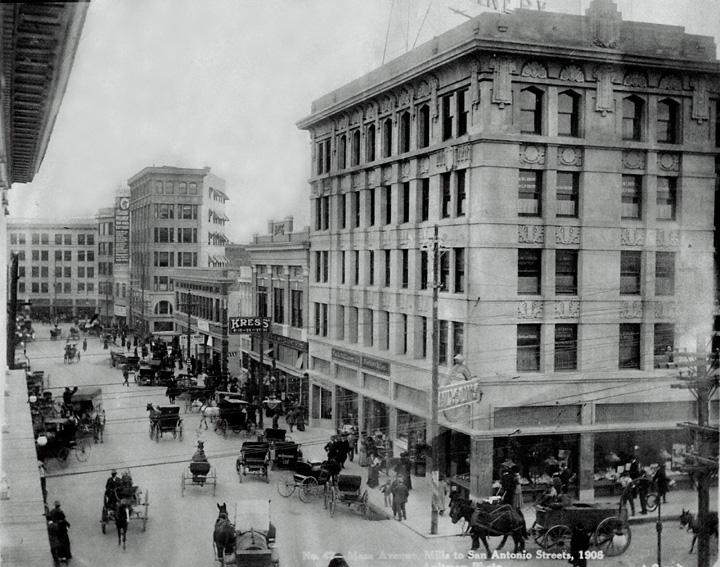
El Pasos innerstad 1908

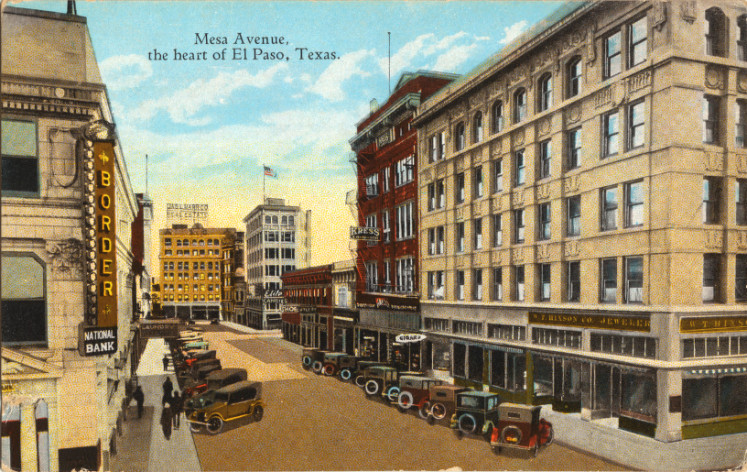
Mesa Avenue, the heart of El Paso, Texas (vykort, ca 1917)

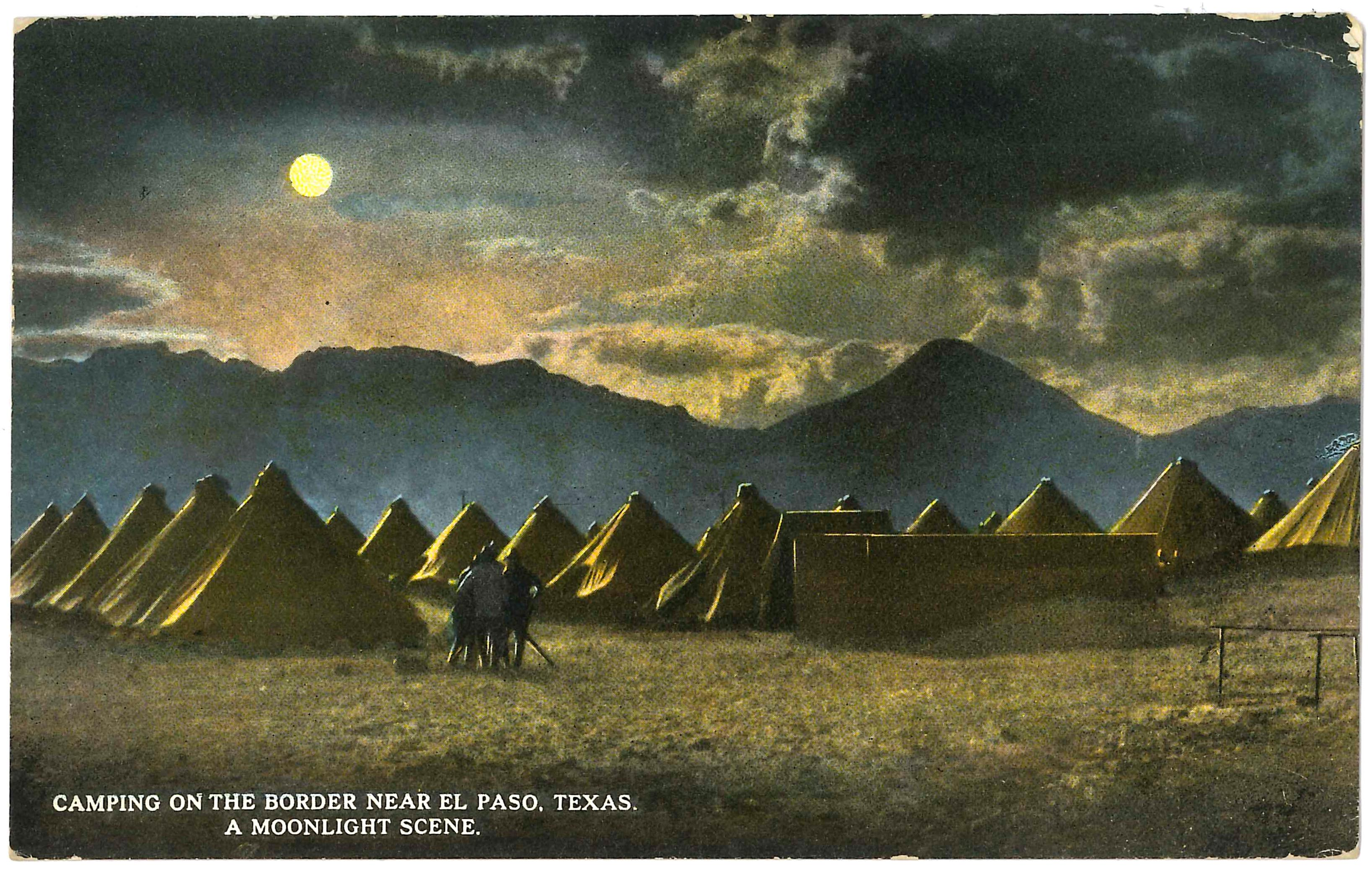
John Pershings straffläger nära gränsen, El Paso, Texas (vykort, ca 1916): Franklin-bergen, från vänster (dvs. syd till nord) är: Ranger Peak, Sugarloaf Mountain, och en del av South Franklin Mountain

År 1909 planerade USA:s president William Howard Taft ett möte med Mexikos president Porfirio Díaz i El Paso, Texas, samt Ciudad Juárez, Mexiko, ett historiskt första möte mellan en amerikansk och mexikansk president, och även den första gången en amerikansk president har besökt Mexiko. Innan träffen, dock, blev läget mycket spänt på båda sidor av gränsen, med hot om lönnmord. Texas Rangers, 4000 amerikanska och mexikanska soldater, amerikanska säkerhetspoliser och FBI-agenter kallades in för att ge säkerhet. Frederick Russell Burnham, en känd scout, gavs ansvaret för ett 250-man starkt säkerhetsuppdrag på uppdrag av John Hays Hammond som, förutom att ha stora investeringar i Mexiko, även var nära vän med Taft från deras dagar på Yale University, samt en vicepresidentskampanj 1908. På den 16 oktober, dagen av mötet, fann Burnham, tillsammans med Texas rangern C.R. Moore, en man med ett gömt handeldvapen vid hörnet av El Paso Chamber of Commerce-byggnaden vilket låg längs presidentens vagnrutt. Burnham och Moore fångade, avväpnade och arresterade lönnmördaren inom endast ett par meter från Taftoch Díaz. Vid år 1910 var en överväldigande majoritet av stadens befolkning amerikaner. Denna period varade kort, däremot, då den mexikanska revolutionen hade en stor inverkan på staden, med en substantiell tillströmning av mexikanska flyktingar. Spanskspråkiga tidningar, teatrar och skolor etablerades då en växande mexikansk medelklass blomstrade. Ett stort antal präster, affärsmän och intellektuella sökte skydd i staden, speciellt mellan 1913 och 1915. I slutändan följde dock våldet av den Mexikanska revolutionen med diasporan som hade flytt till El Paso. År 1915, även 1916 och 1917, planerade och utförde olika mexikanska revolutionära grupper våldsamma attacker mot både texaner och deras mexikanska politiska motståndare i El Paso. Detta tillstånd ledde så småningom till San Diego-planen, vilket resulterade i morden på 21 amerikanska medborgare. De efterföljande repressalierna från lokal milis skapade en ökning i våldsbrotten. Cirka 300 mexikaner och mexikansk-amerikaner miste sina liv under våldsamheterna. Dessa handlingar påverkade nästan alla boende i hela Rio Grande-dalen och miljontals dollar förlorades. Slutresultatet av San Diego-planen var en långvarig fiendskap mellan de två etniska grupperna.
Samtidigt som staden gick igenom en tid av hög mängd våldsbrott attraherades texaner och amerikaner till staden, och vid 1920, inklusive amerikanska arméns trupper, hade stadens befolkning ökat till över 100 000, och den icke-latinamerikanska vita befolkningen var igen majoriteten. Med detta ökade staden segregationen mellan mexikanerna och den vita amerikanska befolkningen. Som svar till detta stöttade den Romersk-katolska kyrkan minoritetsbefolkningen genom att erbjuda utbildning och investera i politiska och medborgarorganisationer, bland annat National Catholic Welfare Fund. Gruvor och andra industrier växte stadigt under tidiga 1900-talet. El Paso & Northeastern Railway chartrades 1897 för att hjälpa gruvindustrierna i området, speciellt i sydästra New Mexico-territoriet. Under 1920- och 30-talet satte affärsutvecklingen i staden igång ordentligt, delvis drivet av den illegala tillverkningen av hembränt under förbudstiden i USA. Den militära demobiliseringen tillsammans med en depression inom jordbrukssektorn, vilket slog El Paso innan den stora depressionen hade slagit till än, slog hårt mot staden. Till följd av denna ekonomiskt instabila tid sjönk stadens befolkning till slutet av andra världskriget. Merparten av de som lämnade staden under denna tid var vita amerikaner. Trots detta förblev vita majoritetsbefolkningen under 1940-talet.
Under och efter kriget expanderade den militära närvaron och infrastrukturen i staden rejält. Även oljefynd i närområdet bidrog till en snabb ekonomisk tillväxt under mitten av 1900-talet. Kopparsmältning, oljeraffinering och spridningen av låglönebrancher, speciellt klädestillverkning, ledde tillväxten av staden. Utöver detta hjälpte även urbaniseringen av området staden, vilket ledde till en explosionsartad tillväxt av kapital och arbetskraft. Detta balanserades dock ut då många av stadens medelklassamerikaner flyttade till andra städer för arbete med högre löner. I sin tur ledde det här till att lokala affärsman letade söderut efter billig arbetskraft som erbjöds av mexikanerna. Braceroprogrammet, vilket hämtade billig mexikansk arbetskraft till USA mellan 1942 och 1956, hjälpte denna tillväxt, då många av dessa migranter flyttade till El Paso i sökandet efter bättre arbete. Vid 1965 var latinamerikaner igen majoritetsetniciteten i staden. Samtidigt saktade efterkrigstillväxten av staden ner under 1960-talet, men staden fortsatte växa i och med annekteringar av närliggande förorter, men även på grund av stadens viktiga roll i handelsrelationerna med Mexiko.
Farah-strejken, 1972–1974, skedde i El Paso, Texas. Strejken startades av chicanas, det vill säga mexikansk-amerikanska kvinnor, mot Farah Manufacturing Company, till följd av klagomål att företaget inte betalar arbetarna nog. Texas Monthly beskrev strejken som "århundradets strejk".
På 3 augusti 2019 skedde ett inhemskt terrordåd i staden, då en högerextrem man började skjuta folk slumpmässigt i en Walmart-butik i staden, 23 personer dog med 23 andra skadade. Enligt polis ska gärningsmannen ha lagt upp ett manifesto på onlineforumet 8chan kort innan attacken, där han beskrev att moskéattacken i Christchurch samt den högerextrema konspirationsteorin "den stora ersättningen" var inspirationen bakom dådet.

## Högskolor och universitetsfilialer
- University of Texas at El Paso (UTEP)
- Texas Tech University Health Sciences Center El Paso Campus
- Texas Tech College of Architecture at El Paso
- University of Phoenix-Santa Teresa, NM Campus
- Park University
- Webster University